# Seligerskaja
Seligerskaja (in russo Селигерская?) è una stazione della Metropolitana di Mosca situata sulla Linea Ljublinsko-Dmitrovskaja. Inaugurata il 22 marzo 2018, la stazione è posta nel quartiere di Beskudinkovskij.